# Böhmeekhoorn
De böhmeekhoorn (Paraxerus boehmi)  is een zoogdier uit de familie van de eekhoorns (Sciuridae). De wetenschappelijke naam van de soort werd voor het eerst geldig gepubliceerd door Reichenow in 1886.